# 漢諾威鎮區 (堪薩斯州華盛頓縣)
漢諾威鎮區（英語：Hanover Township）為美國堪薩斯州華盛頓縣轄下的鎮區。2010年美国人口普查中此鎮區人口有887人。

## 地理
漢諾威鎮區涵蓋總面積為93.4平方（36.06平方英里），其中陸地面積為92.4平方（35.69平方英里），水域面積為0.96平方（0.37平方英里）或1.03%。

## 人口統計
根據2010年美國人口普查，漢諾威鎮區人口有887人，其中男性有449人，女性有438人，人口密度為每平方公里9.50人，住房計401戶。鎮區內的白人有870人，非裔美國人有6人，美洲原住民有1人，亞裔美國人有1人，太平洋島裔美國人有0人，其他種族有4人，混血種族則有5人。此外鎮區內有7人為西班牙裔或拉丁裔美國人。此鎮區之年齡中位數為42.6歲，而男性年齡中位數為39.8歲，女性年齡中位數為45.1歲。

## 交通

### 主要公路
- 36號美國國道
- 148號堪薩斯州州道